# Bihar School of Yoga
De Bihar School of Yoga is een Indiase organisatie die is opgericht door Swami Satyananda Saraswati in 1964 om de traditionele yogaleer in de wereld te verbreiden. De hoofdvestiging staat in Munger in de staat Bihar. De leer van de Bihar School of Yoga heet Bihar Yoga in India en wordt internationaal Satyananda-yoga genoemd.
Naast het verbreiden van de spirituele instructies aan beginnende yogastudenten, begeleidt de school ook projecten en medisch onderzoek in verschillende bedrijven en publieke instellingen.
Via het onderdeel Yoga Publications Trust publiceert de school boeken die door de belangrijkste leermeesters zijn geschreven, waaronder de oprichter Swami Saraswati en zijn navolger Swami Niranjanananda.